# ون تاور
ون تاور هي ناطحة سحاب تقع في مركز الأعمال الدولي،موسكو،روسيا.عند اكتمال ناطحة السحاب في 2024 سيبلغ ارتفاعها 442 متر وستحتوي على 109 طابق وبذلك ستكون أطول مبنى في موسكو والثانية في روسيا وأوروبا بعد لاختا سنتر في سانت بطرسبرغ.